# Gran Hotel Bolivar
Le Gran Hotel Bolívar, est un hôtel historique situé sur la Plaza San Martín à Lima, au Pérou. Œuvre de l’architecte péruvien Rafael Marquina y Bueno, il est construit en 1924. Ce fut le premier grand hôtel moderne construit à Lima.
La construction de l'hôtel, sur un terrain appartenant à l’État, s'inscrit dans un programme de modernisation de Lima. L’hôtel est inauguré le 6 décembre 1924, date du centenaire de la Bataille d'Ayacucho, qui fut a décisive pendant la guerre d'indépendance du Pérou. La place sur laquelle il est érigé a elle-même été inaugurée le 27 juillet 1921 pour célébrer le centenaire de indépendance.
Dans les années 1940 et 1950, l'hôtel a attiré des stars hollywoodiennes comme Orson Welles, Ava Gardner et John Wayne, où beaucoup ont également découvert le cocktail local, le pisco sour. 

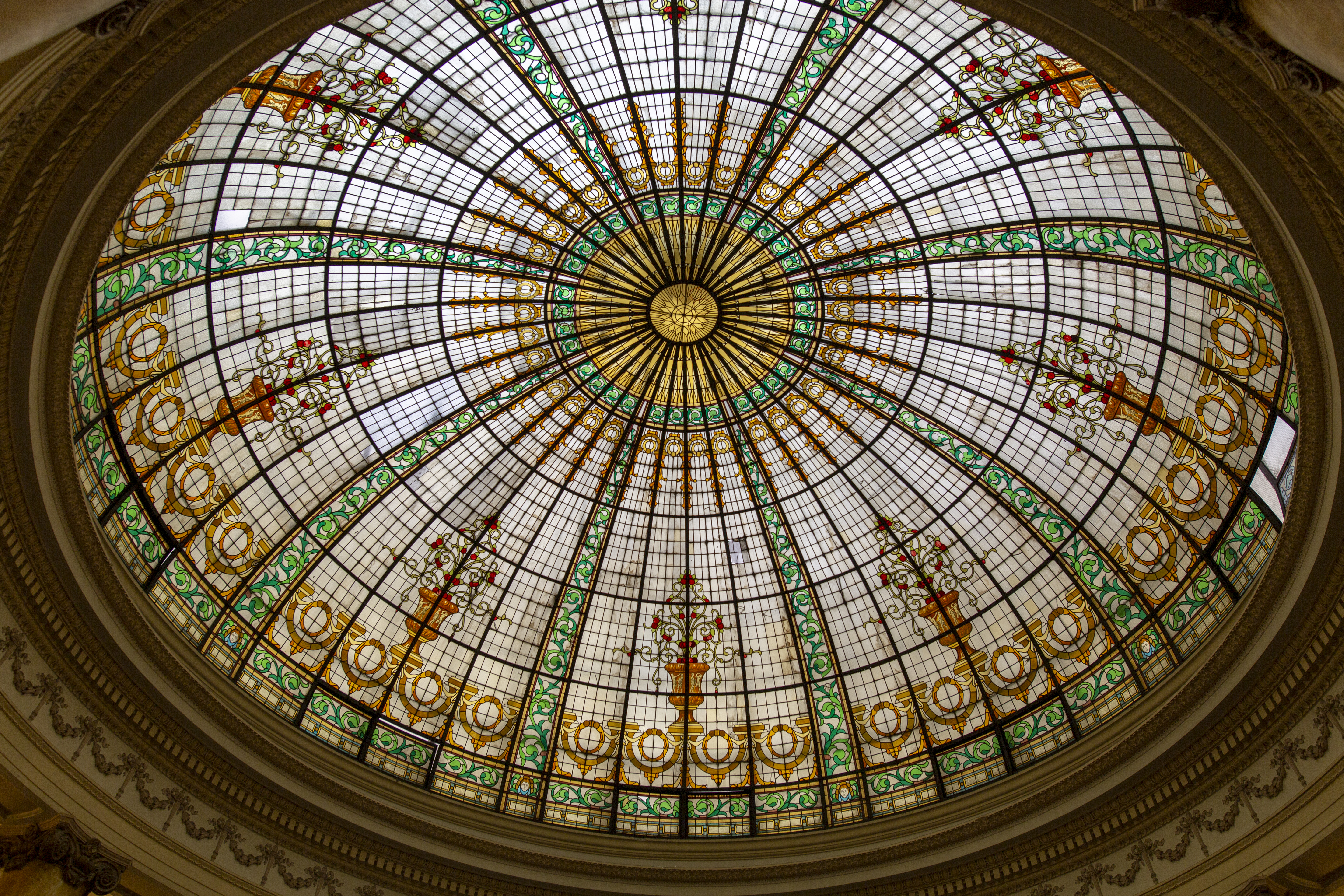
cupola
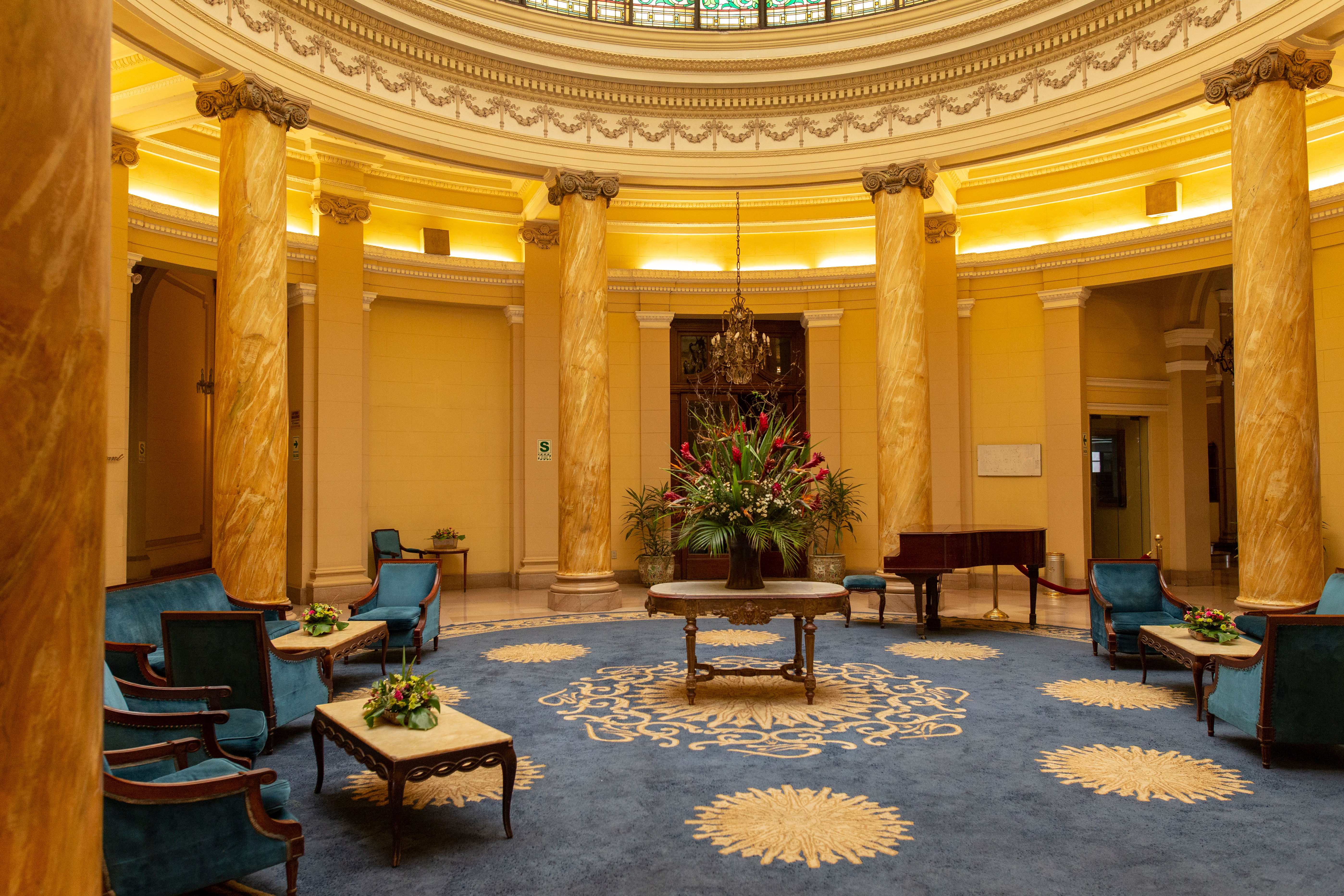
lounge
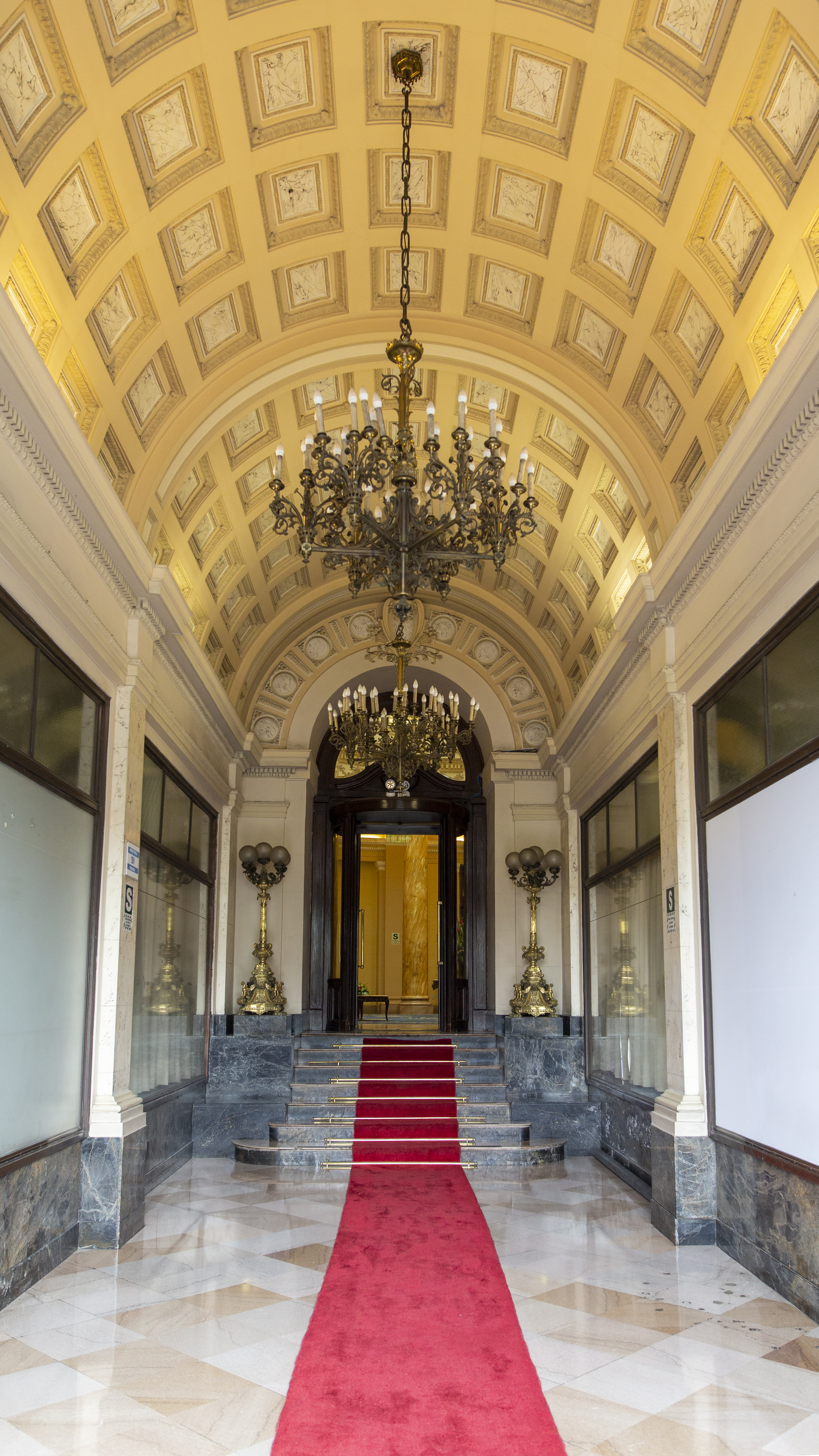
hallway
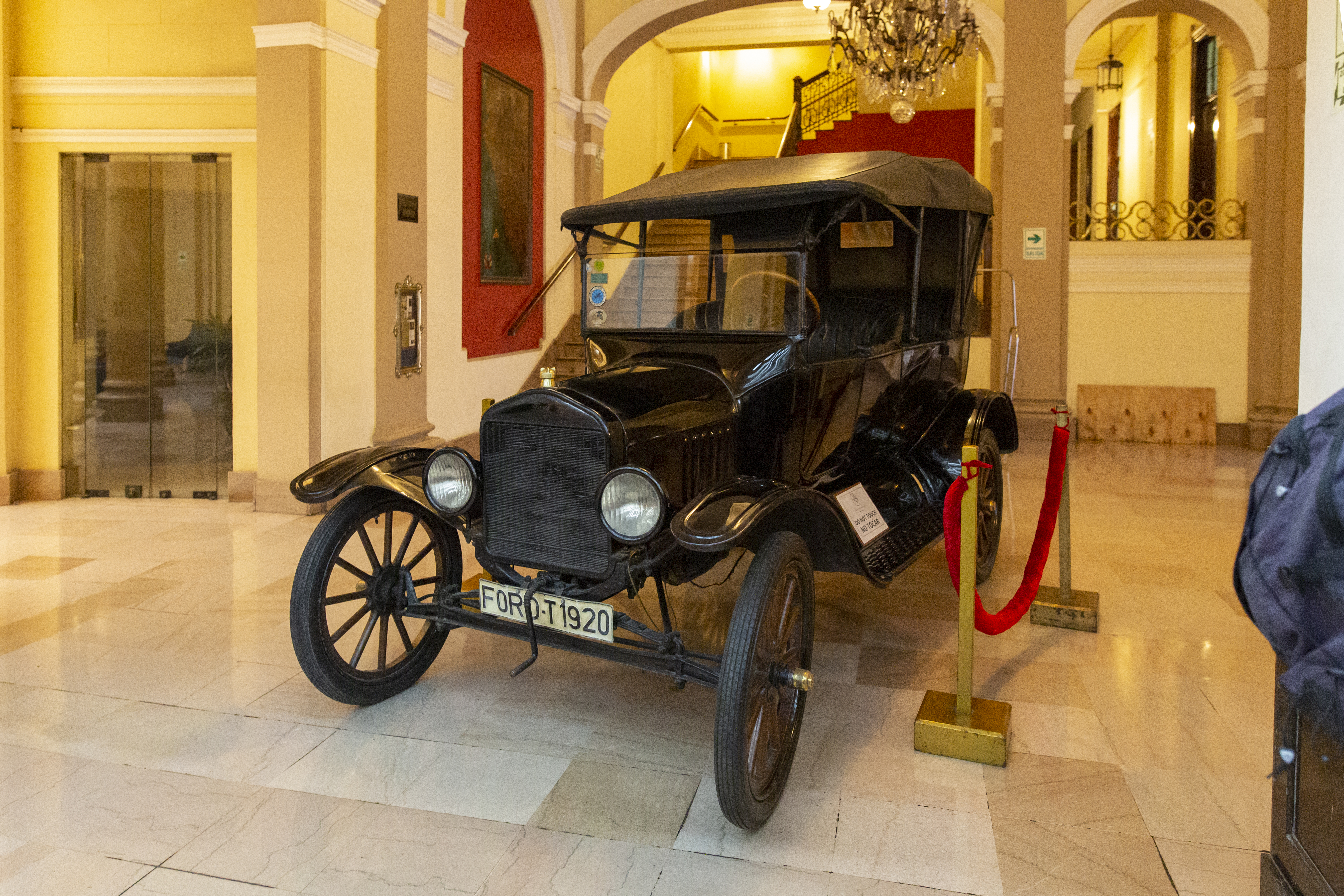
Ford T
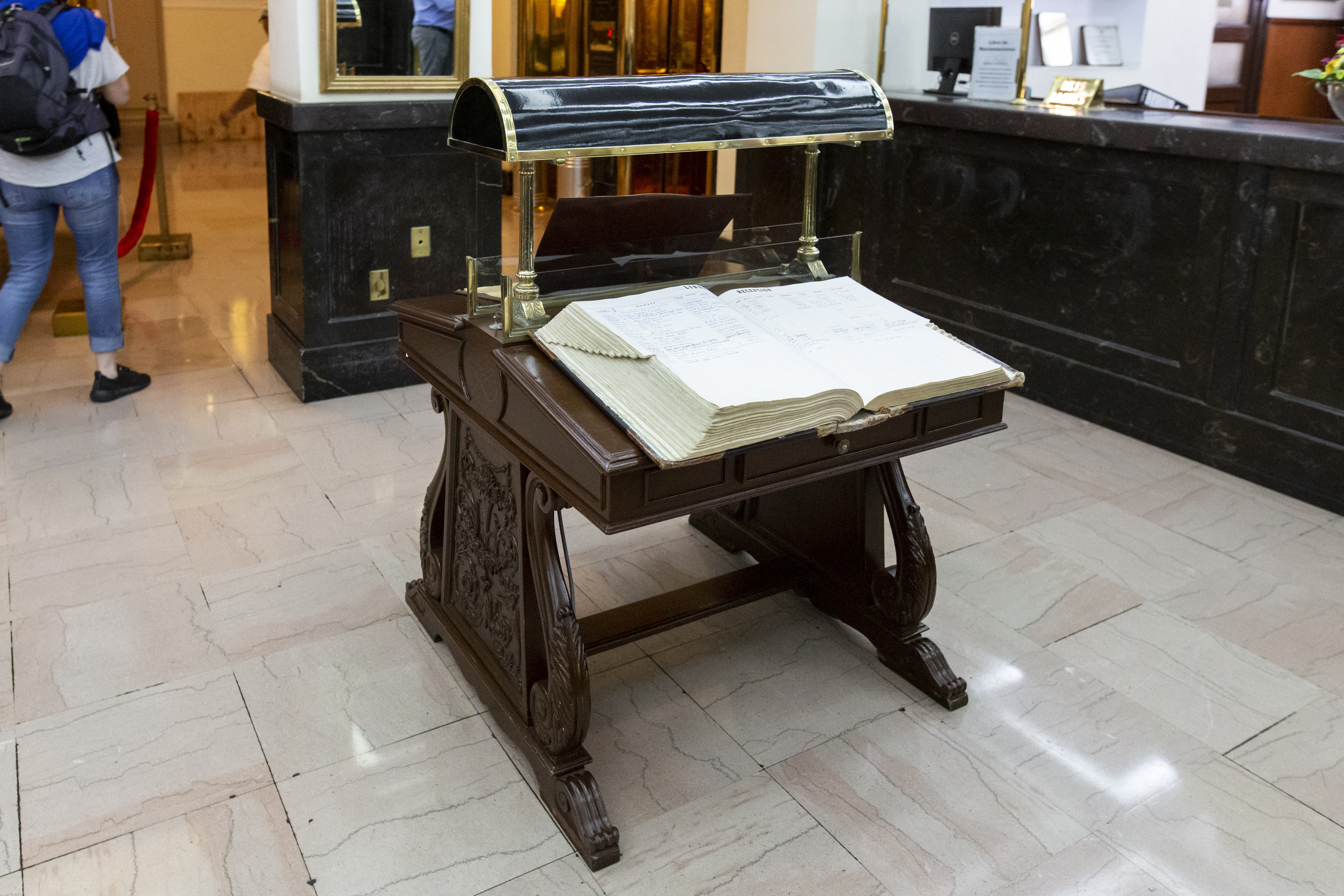
register